# Loxosceles binfordae
Espèce
Loxosceles binfordae est une espèce d'araignées aranéomorphes de la famille des Sicariidae.

## Distribution
Cette espèce est endémique de la province de Loja en Équateur,. Elle se rencontre vers Oña.

## Description
Le mâle holotype mesure 7,78 mm et la femelle paratype 10,5 mm.

## Systématique et taxinomie
Cette espèce a été décrite par Dupérré et Tapia en 2024.

## Étymologie
Cette espèce est nommée en l'honneur de Greta Binford. 

## Publication originale
- Dupérré, Harms, Crespo-Pérez & Tapia, 2024 : « Two new species of the spider genus Loxosceles (Araneae, Sicariidae) from the Ecuadorian Andes. » Evolutionary Systematics, vol. 8, no 1, p. 1-14 (texte intégral).